# Otto Schäfer (Architekt, 1882)

Otto Schäfer in seinen letzten Lebensjahren an seinem Zeichentisch

Otto Schäfer (* 31. Mai 1882 in Tüttleben; † 21. Februar 1959 in Zweibrücken) war ein deutscher Architekt.

## Leben
Schäfer studierte in Dessau und Berlin Architektur. Er kam 1904 während der Renovierung der Alexanderskirche nach Zweibrücken. 1908 entwarf er dort die Villa Ipser. In der Folge wurde er mit der Planung zahlreicher Wohnhäuser und Villen im Raum Zweibrücken beauftragt. Mit der kleinen, aber als „überzeugende Leistung“ qualifizierten Kirche in Bliesdalheim (Saarpfalz) trug er zur Anwendung des Jugendstils im protestantischen Kirchenbau bei.
Er war Mitglied im Bund Deutscher Architekten (BDA).